# Evropa sad!
Evropa sad! (deutsch: Europa jetzt) ist eine in der politischen Mitte stehende und pro-europäische Partei in Montenegro.
Mit Jakov Milatović stellt die Partei den Präsidenten und mit Milojko Spajić den Premierminister Montenegros. Milojko Spajić ist zugleich auch Parteipräsident von Evropa sad!
Evropa sad! wurde im Vorfeld der Parlamentswahl in Montenegro 2023 gegründet und wurde mit 25,55 % der Stimmen auf Anhieb stärkste Partei.
Die Partei strebt einen schnellen EU-Beitritt an und möchte Korruption abbauen. Gleichzeitig bestehen aber auch Verbindungen zu proserbischen Kräften.